# اسکیم (ریاضیات)
در ریاضیات، اسکیم یا طرح (Scheme)، ساختار ریاضیاتی است که مفهوم واریته‌های جبری را به طرق مختلف تعمیم داده، چندگانگی‌ها را در نظر گرفته (معادله‌های {\displaystyle x=0} و {\displaystyle x^{2}=0} یک واریته‌ی جبری را تعریف می‌کنند در حالی که اسکیم‌های آن ها متفاوت است) و امکان می‌دهند که واریته‌ها بر روی هر حلقه جابجایی تعریف شوند (به عنوان مثال، خم‌های فرما روی اعداد صحیح تعریف می شوند).
اسکیم‌ها توسط الکساندر گروتندیک در ۱۹۶۰ در رسالهٔ خود به نام "عناصر هندسه جبری" معرفی شدند. یکی از اهداف این مفهوم توسعه ی فرمالیسم مورد نیاز برای حل عمیق‌تر مسائل هندسه جبری چون حدس‌های ویل (که آخرین آن ها توسط پیر دلین اثبات شد) بود. نظریه اسکیم که قویاً بر روی جبر جابجایی بنا شده، امکان استفاده نظام‌مند از روش های توپولوژیکی و جبر هومولوژیکی را می‌دهد. نظریه‌ی اسکیم همچنین هندسه جبری را با بخش بزرگی از نظریه اعداد متحد ساخت، که نهایتاً منجر به اثبات وایلز از قضیه آخر فرما گشت. 
اسکیم، به طور صوری، فضای توپولوژیکی است که مجهز به حلقه‌های جابجایی برای تمام مجموعه های بازش باشد، به گونه‌ای که این فضا از بهم چسباندن طیف های (فضاهای ایده‌آل‌های اول) حلقه‌های جابجایی به همراه مجموعه‌های بازشان حاصل می گردد. به بیان دیگر، یک فضای حلقه‌ای است که به صورت موضعی طیفی از یک حلقهٔ جابجایی می باشد. 
از نقطه نظر نسبی، اکثر هندسه جبری را باید بتوان از یک ریخت X → Y روی اسکیم‌ها (به آن اسکیمی از X به روی Y گویند)، به جای یک اسکیم خاص توسعه داد. به عنوان مثال، در مطالعه رویه‌های جبری، می توان خانواده‌ای از رویه‌های جبری را روی هر اسکیم Yی در نظر گرفت. در بسیاری از موارد، خانواده تمام واریته‌هایی از یک نوع داده شده را می توان به خودی خود به صورت یک واریته یا اسکیم دید که به آن فضای ماژولی (پیمانه‌ای) گویند.

## توسعه
ریشه های هندسه جبری اکثراً به مطالعه معادلات چند جمله ای بر روی اعداد حقیقی بر می گردد. در قرن نوزدهم میلادی، مشخص شد (به‌خصوص در کار ژان ویکتور پونسله و برنارد ریمان) که هندسه جبری با استفاده از میدان اعداد مختلط، که ویژگی بسته جبری بودن را دارا می باشد، ساده تر می شود. دو مسئله که به مرور توجهات را در اوایل قرن بیستم به خود جلب کردند، مسائلی بودند که از نظریه اعداد برآمدند: چگونه هندسه جبری را می توان بر روی هر میدان جبری بسته، به‌خصوص با مشخصه مثبت توسعه داد؟ (به نظر می آید که ابزار توپولوژی و آنالیز مختلطی که برای مطالعه واریته های مختلط استفاده شدند در اینجا کارایی ندارند) و سؤال دوم این که در مورد هندسه جبری روی هر میدانی چه می توان گفت؟
قضیه صفرهای هیلبرت راهکاری برای هندسه جبری بر روی میدان بسته جبری k ارائه می‌کند: ایده‌آل‌های ماکسیمال در حلقه چند جمله‌ای های {\displaystyle k[x_{1},\cdots ,x_{n}]} در تناظر یک به یک با مجموعه {\displaystyle k^{n}} از n-تایی‌های عناصر k قرار دارند و ایده‌آل‌های اول در تناظر با مجموعه‌های جبری تحویل‌ناپذیر {\displaystyle k^{n}} هستند که به آن‌ها واریته‌های آفینی می‌گویند. این ایده‌ها الهام‌بخش امی نوتر و ولفگانگ کرول در توسعه موضوع جبر جابجایی در اوایل دهه‌های ۱۹۲۰ و ۱۹۳۰ میلادی بودند. کار آن‌ها هندسه جبری را به سمت و سوی خالص جبری تعمیم داد: به جای مطالعه ایده‌آل‌های اول در یک حلقه چندجمله‌ای، می توان ایده‌آل های اول را در هر حلقه ی جابجایی مطالعه کرد. به عنوان مثال، کرول بعد هر حلقه جابجایی را بر حسب ایده‌آل های اول تعریف کرد. او قادر بود اثبات کند حداقل زمانی که یک حلقه نوتری باشد، بسیاری از خواص مطلوبی که از مفهوم هندسیِ بُعد انتظار می‌رود در مفهوم جبریِ بُعد که او تعریف نموده بود نیز وجود خواهند داشت. 
جبر جابجایی نوتر و کرول را می توان به عنوان رویکردی جبری به واریته های جبری آفینی در نظر گرفت. با این حال، بسیاری از بحث‌های هندسه جبری بر روی واریته‌های تصویری بهتر عمل می‌کنند، چرا که اساساً این واریته‌ها فشرده هستند. از دهه ۱۹۲۰ تا ۱۹۴۰ میلادی، ون در واردن، آندره ویل و اسکار زاریسکی، جبر جابجایی را به عنوان بنیانی جدید برای هندسه جبری برای کار بر روی واریته‌های تصویری که غنای بیشتری داشتند به کار بردند.  به‌خصوص، توپولوژی زاریسکی که یک توپولوژی مفید برای واریته‌هایی که روی هر میدان جبراً بسته تشکیل می شوند، تا حدی جایگزین توپولوژی کلاسیک روی یک واریته مختلط (بر اساس توپولوژی اعداد مختلط) می‌شود.
ون در واردن و ویل، هندسه جبری را به منظور کاربرد در نظریه اعداد روی هر میدان دلخواه تعریف کردند، نه لزوماً میدان‌هایی که بسته جبری باشند. ویل اولین کسی بود که واریته مجرد (نه این که در یک فضای تصویری نشسته باشد) را با چسباندن واریته های آفینی کنار مجموعه های باز، مثل مدل منیفلدها در توپولوژی، تعریف نمود. او این تعمیم را برای ساخت واریته ژاکوبی از یک خم بر روی هر میدان نیاز داشت (بعد ها ویل، چو و ماتسوساکا نشان دادند که ژاکوبی ها در حقیقت واریته های تصویری هستند.).
هندسه دانان جبری مکتب ایتالیا اغلب از مفهوم نقطه جنریک، که تا حدی مبهم بود، استفاده می کرده اند. اگر خاصیتی در مورد نقطه جنریک صدق کند، آن خاصیت برای "بسیاری" از نقاط آن واریته نیز صدق می کند. در کتاب "بنیاد هندسه جبری (۱۹۴۶)" ویل، نقاط جنریک از مجموعه بسیار بزرگ میدان بسته جبری ساخته می شدند که به آن یک دامنه جهانی گفته می شد.  گرچه که این فرایند به گونه ای بنیادین عمل می کرد، اما نکته ای ناشیانه داشت: نقاط جنریک بسیاری برای یک واریته خاص وجود داشت (در نظریۀ اسکیم ها که بعد ها ایجاد شد، هر واریته جبری یک نقطه جنریک منحصر به فرد دارد).
در دهه ۱۹۵۰، کلاود چاولی، ماسایوشی ناگاتا و ژان-پیر سر، از حدس‌های ویل انگیزه گرفتند تا نظریه اعداد و هندسه جبری را با هم پیوند داده و اشیاء هندسه جبری را بیش از پیش توسعه دهند، به عنوان مثال با تعمیم حلقه های پایه ای مجاز. کلمه ی اسکیم اولین بار در سمینار چاولی در سال ۱۹۵۶ استفاده شد، که در آن چاولی از ایده های زاریسکی پیروی می کرد. بر اساس عقیده پیر کارتیر، این آندره مارتین بود که به سر پیشنهاد کرد که می توان از طیف یک حلقه جابجایی دلخواه به عنوان پایه و زیر بنای هندسه جبری استفاده کرد.

## منشأ اسکیم‌ها
گروتندیک در آن زمان تعریفی قطعی از اسکیم ارائه نمود و نسلی از پیشنهادهای تجربی و تکوین‌های جزئی را به ثمر رسانید. او طیف X از یک حلقه جابجایی چون R را به عنوان فضای ایده‌آل‌های اول R مجهز به یک توپولوژی طبیعی (که به توپولوژی زاریسکی معروف است) تعریف نمود، اما به آن بافه حلقه‌ها را افزود: به هر زیرمجموعه باز U، حلقه جابجایی {\displaystyle O_{X}(U)} را نسبت داد. این اشیاء (یعنی {\displaystyle \operatorname {Spec} (R)}) اسکیم‌های آفین‌اند؛ سپس اسکیم در حالت کلی‌تر با «بهم چسبانیدن» اسکیم‌های آفین بدست می‌آید.
عمدهٔ هندسه جبری بر روی واریته‌های تصویری یا شبه-آفینی و روی میدانی چون k تمرکز دارد؛ در حقیقت، k اغلب اعداد مختلط است. اسکیم‌های این چنینی، در مقایسه با اسکیم‌های دلخواه بسیار خاص‌اند؛ مثال‌های زیر را مقایسه کنید. با این وجود، این که گروتندیک دسته بزرگی از نظریات مرتبط با اسکیم‌های دلخواه را توسعه داد، نکته مثبتی است. به عنوان مثال، روند رایج بدین شکل است که فضای ماژولی را در ابتدا به عنوان یک اسکیم ساخته و پس از مطالعه بر روی آن تعیین می‌کنند که شیء ملموس تری همچون یک واریته تصویری است یا خیر. همچنین، کاربردهایی که اسکیم‌ها در نظریه اعداد دارند منجر به ساخت اسکیم بر روی اعداد صحیح شد، به طوری که چنین اسکیم‌هایی روی هر میدان دلخواه قابل تعریف نیستند.

## تعریف
اسکیم آفین، فضای حلقه‌ای موضعیِ یکریخت با طیف {\displaystyle \operatorname {Spec} (R)} از یک حلقه جابجایی چون {\displaystyle R} است. اسکیم، فضای حلقه‌ای موضعی چون {\displaystyle X} است که پوششی از مجموعه‌های باز {\displaystyle U_{i}} را می‌پذیرد، چنان‌که هر {\displaystyle U_{i}} (به عنوان فضای حلقه‌ای موضعی)، یک اسکیم آفین است. به‌خصوص، {\displaystyle X} مجهز به بافه (شیف) {\displaystyle O_{X}} است که به هر زیرمجموعه باز {\displaystyle U}، حلقه جابجایی {\displaystyle O_{X}(U)} را نظیر می‌سازد. به حلقه‌های جابجایی اخیر حلقه توابع منظم روی {\displaystyle U} گفته می‌شود. می‌توان اینگونه تصور کرد که اسکیم توسط «چارت‌های مختصاتی» پوشیده شده که خود اسکیم‌های آفین‌اند. معنای دقیق تعریف اخیر این است که اسکیم‌ها با به‌هم چسباندن اسکیم‌های آفین به کمک توپولوژی زاریسکی حاصل آمده‌اند.
در روزهای اول، به این نوع اسکیم، پیش-اسکیم (pre-scheme) گفته شده و خود اسکیم به عنوان پیش-اسکیم جداشده تعریف می‌شد. اما اصطلاح پیش-اسکیم دیگر استفاده نمی‌شود، با این وجود هنوز هم در کتب قدیمی‌تری چون کتاب Éléments de géométrie algébrique از گروتندیک و «کتاب قرمز» از مامفورد این اصطلاح یافت می‌گردد.
مثال پایه‌ای از اسکیم‌های آفین، n-فضای آفین روی میدانی چون k است. براساس تعریف، {\displaystyle \mathbb {A} _{k}^{n}} طیف حلقه چندجمله‌ای‌های {\displaystyle k\left[x_{1},\cdots ,x_{n}\right]} است. در نظریه اسکیم، n-فضای آفین در حقیقت می‌تواند روی هر حلقه جابجایی چون {\displaystyle R} تعریف شود، یعنی روی {\displaystyle Spec(R\left[x_{1},\cdots ,x_{n}\right])}.

## رسته اسکیم‌ها
اسکیم‌ها تشکیل رسته می‌دهند و ریختهایشان به صورت ریخت‌های فضاهای موضعاً حلقه‌ای تعریف شده‌اند. برای اسکیم دلخواهی چون {\displaystyle Y}، اسکیمی از {\displaystyle X} روی {\displaystyle Y} است و به معنای ریختی چون {\displaystyle X\to Y} از اسکیم‌هاست. اسکیم {\displaystyle X} روی حلقه‌ای جابجایی چون {\displaystyle R}، به معنای ریخت {\displaystyle X\to Spec(R)}.
واریته جبری دلخواه روی میدانی چون k را می‌توان به صورت اسکیمی روی k تعریف کرد که دارای خواص معینی هستند. قراردادهای متفاوتی وجود دارند در مورد این که دقیقاً به چه اسکیم‌هایی باید واریته گفت. یکی از انتخاب‌های استاندارد این است که واریته روی k به معنای اسکیمی است که به‌طور صحیح جدا شده‌است و از نوع متناهی روی k می‌باشد.
ریخت {\displaystyle f\colon X\to Y} از اسکیم‌ها، یک همریختی پولبَک (یا هم‌ریختی عقب‌بر) همچون {\displaystyle f^{*}\colon O(Y)\to O(X)} بین توابع منظم را تعیین می‌کند. در مورد اسکیم‌های آفین، این ساختار تناظر دوسویه‌ای را بین ریخت‌های اسکیم‌ها و همریختی‌های حلقه‌ای {\displaystyle B\to A} برقرار می‌سازد. براین اساس، نظریه اسکیم به‌طور کامل نظریه حلقه‌ها را در بر می‌گیرد.

## ارجاعات
1. ↑  Grothendieck & Dieudonné 1960, Introduction.
2. ↑  Dieudonné 1985, Chapters IV and V.
3. ↑  Dieudonné 1985, sections VII.2 and VII.5.
4. ↑  Dieudonné 1985, section VII.4.
5. ↑  Chevalley, C. (1955–1956), Les schémas, Séminaire Henri Cartan, vol. 8
6. ↑  Cartier 2001, note 29.
7. ↑  Dieudonné 1985, sections VII.4, VIII.2, VIII.3.
8. ↑  Hartshorne 1997, section II.2.
9. ↑  Mumford 1999, Chapter II.
10. ↑  Stacks Project, Tag 020D.
11. ↑  Hartshorne 1997, Proposition II.2.3.